# Манса Муса
Муса I (око 1280. – око 1337), или Манса Муса, био је девети манса Царства Малија, једне од најмоћнијих исламских западноафричких држава. Понекад су га називали најбогатијом особом у историји, иако је његово богатство немогуће прецизно квантификовати и тешко је упоредити богатство историјских личности. Неки извори процењују његово богатство као еквивалентно 400 милијарди америчких долара, његово стварно богатство је немогуће тачно израчунати.

## Владавина
У време Мусиног уздизања на престо, Мали се добрим делом састојао од територије некадашње империје Гане коју је Мали освојио. Царство се састојало од земље која је сада део Гвинеје, Сенегала, Мауританије, Гамбије и модерне државе Мали.
Муса је проширио границе Малијског царства, посебно укључивши градове Гао и Тимбукту у своју територију. Тражио је ближе везе са остатком муслиманског света, посебно са Мамелучким султанатом. Он је ангажовао научнике из ширег муслиманског света да путују у Мали, као што је андалузијски песник Абу Исхак ал-Сахили.
Правио је велики број џамија у држави и фокусирао се на стандард живота у Малију.
Током свог хаџилука у Меку 1324-1325. године, Муса је у тој мери трошио своје огромне залихе злата и даривао га сиромашнима да је изазвао дуготрајну инфлацију и пад вредности злата широм Африке.